# Ryszard Kruza
Ryszard Ludomir Kruza (ur. 17 czerwca 1939 w Chojnicach, zm. 19 marca 2020 w Vecsés) – polski kompozytor, wibrafonista, pianista, teoretyk jazzu, aranżer.

## Życiorys
Urodził się 17 czerwca 1939 w Chojnicach w rodzinie związanej z muzyką – matka grała na pianino, a dziadek na organach. W dzieciństwie bawił się płytami z amerykańską muzyką rozrywkową. Od sześciu lat rozpoczął naukę gry na fortepianie. Podczas edukacji w szkole średniej zorganizował swój zespół muzyczny. Słuchając regularnie przez cały okres szkoły średniej audycje Willisa Conovera „Music USA”, poznawał muzykę jazzową. Wtedy zafascynował się Lionelem Hamptonem, Errollem Garnerem, Modern Jazz Quartetem. Po raz pierwszy został wyróżniony jako pianista na konkursie amatorskim w Bydgoszczy.
Mając 18 lat jako student trafił do jazzowego zespołu, którym kierował wtedy Jerzy Greitner. Najpierw grał na pianino, a po znalezieniu uszkodzonego wibrafonu, naprawił go i rozpoczął grać na nim. Przez działalność muzyczną studia ukończył dopiero po 10 latach, a następnie otrzymał tytuł magistra w zakresie inżyniera architekta. Tematem jego pracy dyplomowej był projekt teatru muzycznego w Gdańsku. Jednak nigdy nie pracował w zawodzie, przez co nawet odebrano mu paszport.
W 1957 rozpoczął się pierwszy, tak zwany Trójmiejski, okres twórczości, który trwał do 1967. Komponował i wykonywał muzykę dla większości teatrów i kabaretów szeroko znanych w Polsce i za granicą (CoTo, To Tu, Kabała, Jazz i Poezja, Studio Rapsodyczne), był uczestnikiem wielu festiwali i zdobywcą pierwszego miejsca na I festiwalu „Jazz nad Odrą” we Wrocławiu. Wkrótce krytycy i środowisko muzyczne uznali go za czołowego wibrafonistę Europy. Współpracował z wieloma zespołami, m.in. Swingtet Edwarda Rykaczewskiego czy Al Musiał + 4. Również kierował własnym Trio i Kwartet, Modern Quartet, big band Jana Tomaszewskiego, North Coast Combo.
Podczas „saksów” w Ostrawie na Słowacji zapoznał się z wokalistką węgierskiego zespołu, z którą później ożenił się. W 1966 roku przeniósł się do Budapesztu. Pracował jako reżyser muzyczny i aranżował muzykę do wielu płyt czołowych muzyków jazzowych i rozrywkowych Węgier, był jedną z wiodących postaci środowiska jazzowego.
Na początku lat osiemdziesiątych ucierpiał w wypadku samochodowym, co na pewien czas zahamowało jego aktywność jako instrumentalisty.
W 1988 roku wydana została płyta pt. „Oui”, nagrana na Węgrzech ze Zbigniewem Namysłowskim. Wykładał na Wydziale Jazzu Konserwatorium im. Béli Bartóka w Budapeszcie. Potem przerwał pracę i wyjechał do Kanady, gdzie po wynalezieniu syntezatora zaczął komponować.
Zgodził się na propozycję dyrektora Państwowego Centrum Muzyki Rozrywkowej i wykładowcy w Akademii Jazzu na wyspie Csepel w Budapeszcie napisać książkę o syntezatorach. Dlatego wrócił z rodziną do Węgier i wraz z uczniem i przyjacielem Gaborem Banay rozpoczął pisanie książki, która jest nadal stosowana na uczelniach węgierskich. Dalej komponował muzykę dla zespołów na całym świecie, m.in. USA, Anglia, Japonia i Kanada.
Kruza przez dziesięciolecia opracowywał swój wynalazek, nowy typ wibrafonu zwany poliwibe. Wielofunkcyjny instrument elektroakustyczny został zaprezentowany podczas uroczystego otwarcia Węgierskiego Muzeum Polskości i Archiwum w Budapeszcie.
W ostatnich dziesięciu latach życia z powodu ciężkiej choroby znacznie ograniczył publiczne występy. Więcej poświęcił czasu na pracę dydaktyczną, projektował nowe rodzaje instrumentu oraz pisał podręczniki i poezję.
Zmarł 19 marca 2020 roku w Vecsés koło Budapesztu, po długiej i ciężkiej chorobie, przeżywszy 80 lat.

## Książki
- Kruza Richárd, Banay Gábor: A szintetizátor a zenei gyakorlatban. Budapest, 1985. Zeneműkiadó. ISBN 963-330-552-7.

Oczekują na wydanie:
- Współczesny wibrafon (węg. Mai vibrafon).
- Szkoła aranżacji (węg. Zeneszerzés iskolája).
- Psychologia improwizacji jazzowej (węg. Jazz rögtönzés pszichológiája).

## Wybrane dzieła muzyczne
- „Krótka msza pogańska” na orkiestrę symfoniczną i kwartet jazzowy.
- „Król umiera” (muzyka do pantomimy sztuki E. Ionesco).
- Trylogia „Bluesology” (dla big-bandu European Broadcasting Union).

## Ważniejsze nagrody
- 1964: I Festiwal Jazz nad Odrą – I nagroda w kategorii instrumentów solowych – wibrafon[2]
- 1969: Festival Alba-Regia w Székesfehérvár – Gonda – Kruza Quartet, II[2]

## Dyskografia
Jego płyty zostały wydane w Hungaroton na Węgrzech i w Pronit w Polsce.
- 1984: autor Tamás Berki na swoim pierwszym albumie „Real Paradise”
- 1985 lub 1986: „Keyboards” (trio Gonda-Kruza-Pleszkán)
- 1988: „Oui” (niezależna płyta, wydawca Hungaroton-Krém)
- 1993: współpracownik Csaba Deseő „The Swinging Violin”